# Johann Diedrich Plate
Johann Diedrich Plate (Pseudonym: Lüder Woort) (* 18. Januar 1816 zu Maasen  in der Grafschaft Hoya; † 12. Februar 1902 in Cuxhaven) war ein deutscher Lehrer und Autor.

## Leben
Plate besuchte die Dorfschule in Kirchwistedt und gab nach seiner Konfirmation über Winter in einem Nachbardorf selbst Unterricht, während er im Sommer seinem Vater in der Landwirtschaft half. Im Alter von 21 Jahren besuchte er das Lehrerseminar in Stade und war danach im Bremer Raum als Lehrer tätig.
Aus gesundheitlichen Gründen wanderte er nach Amerika aus, kehrte aber bald wieder zurück und arbeitete von 1848 bis 1859 wieder als Lehrer im Land Wursten. Danach arbeitete Platen zehn Jahre in Lüdingworth und danach in Altenbruch. 1886 wurde er pensioniert.
Plate schrieb in niederdeutscher Sprache. Von Klaus Groth wurde ihm im Plattdütschen Husfründ Plagiat seines Quickborn vorgeworfen.

## Werke
- Dietrich un Meta oder: Wo de Weierbarg herkummt. En old plattdütsch Dönjen van J. D. Plate. Hannover 1858 (Digitalisat bei Google)
- Plattdeutsche Dichtungen von Lüder Woort. Bremen 1861 (Digitalisat, Digitalisat), 2. Aufl. Bremen 1869 (Digitalisat), 3. Aufl. 1880